# Инсектоиды

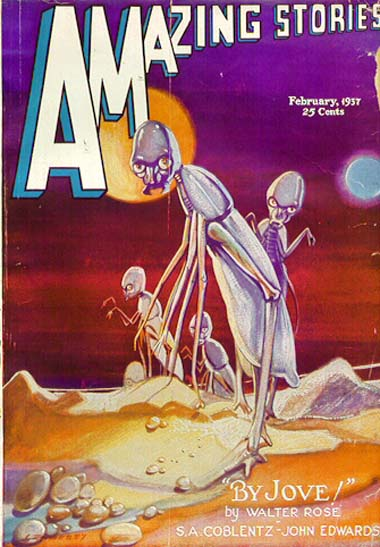
Обложка журнала «Amazing Stories», февраль 1937 года

Инсектоид (англ. Insectoid) — термин, который обозначает представителя разумного биологического вида, либо внешне похожего на насекомых, либо эволюционно развившихся из насекомоподобных существ. В фантастике также фигурируют разумные насекомые — разумные виды, биологически являющийся насекомыми. Также термином «инсектоид» обозначаются роботы с насекомоподобным внешним видом.

## Наука и техника
Роботы-инсектоиды разрабатываются для нужд военных и спецслужб, операций на организме. Исследования направлены на миниатюризацию этих роботов для использования в целях шпионажа и разведки. В университете Торонто разработан механическое насекомое «ментор», самое маленькое из способных к машущему полёту (30 см). С 2013 года разрабатывалась RoboBee, что означает «механическая пчела», хотя первая версия была больше похожа на стрекозу. В 2015 году вышла вторая версия RoboBee, способная перемещаться под водой, однако она могла переходить лишь из воздушной среды в водную, а не наоборот. Третья версия могла вылетать из воды, так как вбирала воду в себя и преобразовывала в газ, которым выталкивалась из воды, а стабилизировалась с помощью поплавков. Есть и четвёртая версия RoboBee, произведённая в 2019 году, однако она не может функционировать в воде. Предполагается использовать этих роботов для поисковых операций. Робот-наблюдатель ИЗОПОД создан Игорем Лобановым для помощи в хозяйстве. Сара Бергбрейтер из университета Калифорнии разработала механическую блоху, прыгающую на высоту в 30 раз больше собственного размера. В 2015 году был создан робот MicroTug, способный поднимать массу в 2000 раз больше своей. В 2018 году был изобретён робот HAMR-F для исследования труднодоступных мест. Другой робот называется Robo-Roach и пахнет тараканом, дабы заманивать настоящих тараканов в ловушки. В США для поиска взрывчатых веществ используются и живые насекомые, коим встраиваются чипы. Учёные из Сингапура и Японии прицепили на таракана беспроводной модуль управления и аккумуляторную батарею с солнечным элементом, что таракан может выдержать. Тараканами можно забираться в разные труднодоступные места, в том числе механизмы, дабы можно было обследовать их на предмет неполадок. В Колумбийском университете ДНК разработали паукообразных нанороботов для уничтожения злокачественных опухолей.  Группа инженеров Project Hexapod из Массачусетса разработала шестиногий транспорт Stompy-robot, способный ходить по грудам завалов или в воде глубиной до 7-8 футов.